# Halina Piłatówna
Halina Piłatówna (ur. 1 stycznia 1925, zm. 13 sierpnia 2019) – polska aktorka teatralna i filmowa.

## Życiorys
Absolwentka Studia Dramatycznego w Katowicach. Była aktorką Teatru Śląskiego im. Stanisława Wyspiańskiego w Katowicach (1947-1958) oraz Teatru Nowego w Zabrzu (1959-1993). Wystąpiła w dwóch spektaklach Teatru Telewizji (1969, 1972) oraz jednej audycji Teatru Polskiego Radia (1954).

### Nagrody i odznaczenia
- 1968 - Złota Odznaka za zasługi dla województwa katowickiego
- 1974 - Medal 30-lecia Polski Ludowej
- 1980 - Krzyż Kawalerski Orderu Odrodzenia Polski
- 1981 - Zasłużony dla miasta Zabrza

## Filmografia
- Próba ognia (1976)
- Blisko, coraz bliżej (1986) - odc. 14